# Pablo Gonzalvo y Pérez
Pablo Gonzalvo y Pérez – hiszpański malarz specjalizujący się w pejzażach miejskich i architektonicznych.
Początkowo uczył się w Saragossie, później wyjechał do Madrytu i w 1845 r. wstąpił do Królewskiej Akademii Sztuk Pięknych św. Ferdynanda. Jego nauczycielem na akademii był Federico Madrazo.
Często podróżował do Rzymu, Wenecji, Wiednia i Konstantynopola. Był protegowanym Izabeli Burbon i księcia de Fernán Núñez.
Na Krajowej Wystawie Sztuk Pięknych w Madrycie zdobył wyróżnienie cum laude w 1856 r. oraz III i I medal w latach 1860 i 1862 za dzieła Crucero de la catedral de Toledo i Capilla y sepulcros de don Álvaro de Luna y de su esposa, doña Juana de Pimentel. Na tej samej wystawie w 1854 r. zaprezentował Interior de las Cortes del Reino de Valencia, Antigua sala capitular de la catedral de Valencia i Torres y puerta de Serranos. Za te trzy dzieła otrzymał I medal i Order Karola III, który przyznawano trzykrotnym pierwszym medalistom. W 1867 r. przedstawił kolejne trzy dzieła, zdobywając nagrodę za Vista de la Lonja de la Seda en Valencia. Swoje obrazy prezentował również na międzynarodowych wystawach w Londynie, Bajonnie, Paryżu, Filadelfii i Monachium.

## Wybrane dzieła
- Palacio con galería y escalinata, 1855.
- Interior de la catedral de Toledo, 1858.
- Crucero de la catedral de Toledo, 1860.
- Capilla y sepulcros de don Álvaro de Luna y de su esposa, doña Juana de Pimentel, 1862.
- Vista de La Lonja de la Seda en Valencia, 1867.
- Sacristía de la catedral de Ávila, 1874.
- Interior de la seo de Zaragoza, 1876.
- Antesala y sala capitular de la catedral de Toledo.
- Sacristía de la catedral de Ávila.